# Bolgatanga Polytechnic

Bolgatanga Polytechnic, Verwaltungsgebäude (2021)

Die Bolgatanga Polytechnic (dt. Fachhochschule Bolgatanga) ist eine von zehn Fachoberschulen im westafrikanischen Staat Ghana. Sie wurde in der Hauptstadt der Upper East Region in Bolgatanga gegründet.